# Дача Чоколова
Дача Чоколова — історична будівля біля річки в місті Ірпінь. Збудована на початку ХХ століття в стилі неомодернізму, знаходиться на вулиці Михайла Стельмаха, в будинку № 20.

## Історія будинку
Будинок належав київському підприємцю Івану Чоколову — старшому братові Миколи Чоколова.
За переказами, одружений Іван вже в старшому віці закохався в молоду балерину та аби приховати зв'язок від дружини, купив землю на березі річки Ірпінь, де на пагорбі збудував будинок. Дізнавшись про наявність родини в купця, балерина покінчила з життям, а її привид вже понад сто років відвідує будівлю. Івана ж вразила смерть коханої, від чого він запив та помер в 1914 році.
В 1936 році рішенням Раднаркому УСРР будинок разом з прилеглою територією передали у власність Спілки письменників України та з ініціативи поета І. Гончаренка став іменуватися Будинком творчості письменників «Ірпінь». Під цією назвою він існує й зараз.
Тут працювали і відпочивали Олександр Довженко, Павло Тичина, Михайло Стельмах, Микола Бажан, Остап Вишня, Олесь Гончар, Максим Рильський та ін.
Зараз будинок перебуває в занедбаному стані.
Під час російської окупації 2022 року будинок і парк були пошкоджені окупантами.

## Галерея

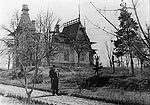
Історична світлина
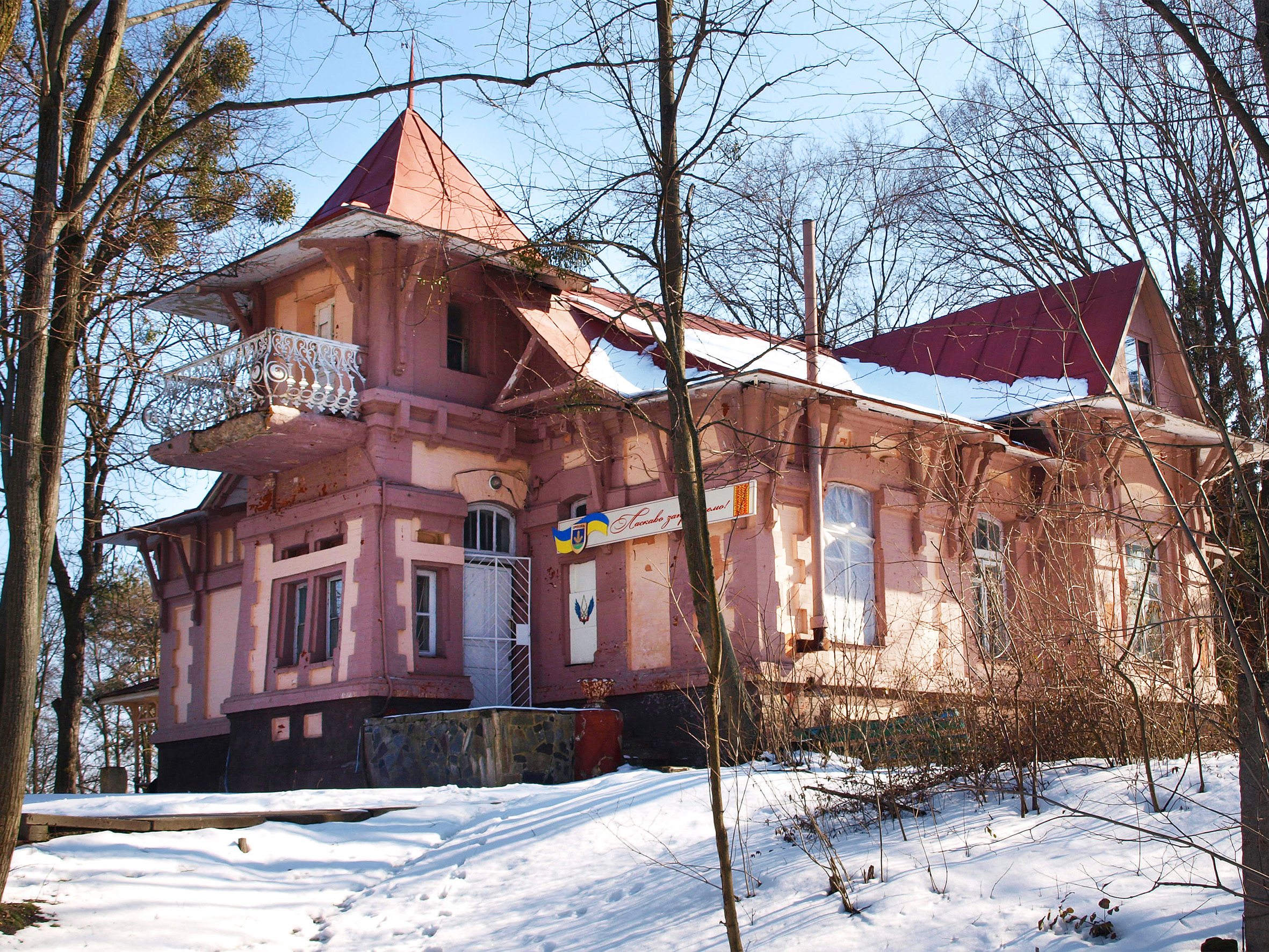
Дача взимку